# Суботичке новине
Суботичке новине су штампани медији из града Суботице. Излазе од 1. јануара 1893. године.
У почетку, лист је излазио с поднасловом Буњевачко-шокачки недељник за масовне заједничке ствари, образовање, забаву и домаћинство  и излазио је до 4. јуна 1898. Први уредник био је Младен Карановић.
Новине у садашњем облику излазе од 26. јуна 1956. године.

## Историја
Иницијатор обнове њиховог издања био је суботички парох и препородитељ бачких Хрвата Блашко Рајић 1920. Прво су излазиле под именом Новине, а од 1921. године као Суботичке новине и гласило су Хришћанског и народног удружења. Тако су излазиле од 13. маја 1920. до 1. септембра 1923. године. Почетком 1920. излазиле су као новине Хрватске сељачке странке.
Блашко Рајић их је преименовао и наставио да их објављује у периоду од 5. јануара 1924. до 2. новембра 1929. године. У периоду од јануара 1930. до 4. априла 1941. године под називом Суботичке новине. Потом их објављује Мишко Прчић, а касније поново Блашко Рајић.
Први пут је објављена под именом Слободна Бачка (16. октобра 1944). Након тога, лист је променио име и излазио под називима Радио вијести  и Радио вест, у упоредним издањимa.
Од 31. маја 1945. објављени су под именом Слободна Војводина, под којим су објављивани до 25. августа 1945. године, када су променили име у Хрватска ријеч. Под тим именом су објављени до 3. августа 1956. године, када су одлуком Окружног комитета ССРН Војводине променили име, због политике југословенских власти, која је са имена уклонила атрибуте „хрватски“ све хрватске институције у Војводини.
Од тада настављају да излазе под називом Суботичке новине .

## Периодичност излажења
Суботичке новине (под разним именима) излазиле су недеља, двоседмично и месечно, од 1920. до 1941. године, односно све док силе Осовине нису напале Краљевину Југославију. По завршетку непријатељске окупације и ратних дејстава на подручју Бачке, лист је поново објављен.

## Главни уредници
- Блашко Рајић (1920. - )
- Мишко Прћић (1930. - 1931)
- Блашко Рајић (1931. - )
- Дојчило Митровић (16. октобра 1944. - 14. јануара 1945)
- Драгутин Франковић (31. мај 1945. - 12. април 1946)
- Антун Војнић Пурчар (12. април 1946. - 27. август 1948)
- Балинт Вујков (27. августа 1948. - 1. фебруара 1949)
- Владислав Копуновић (1. фебруар 1949. - 1950)
- Јосип Кујунџић (1950. - 1961)
- Јосип Стипић (22. септембар 1961. - 28. новембар 1968)
- Марија Седлак (28. новембар 1968. - 1. јануар 1970)
- Јосип Кларски (1. јануар 1970. - јун 1970)
- Томо Копиловић (јун 1970. - 23. јун 1973)
- Јосип Кларски (23. јун 1973. - фебруар 1975)
- Мирољуб Вучинић (фебруар 1975. - 7. јул 1978)
- Бошко Крстић (1980. - 1989)
- Љубомир Ђорђевић (мај 1991. - 24. јул 1992)
- Милован Миковић (24. јул 1992. - 24. октобар 2003)

## Сарадници
- Блашко Рајић
- Лајцо Будановић
- Иван Кујунџић
- Анте Јакшић
- Стеван Раичковић
- Еуген Вербер
- Душан Славковић
- Бела Дуранци
- Гашпар Улмер
- Гашпар Улмер
- Тибор Секељ
- Перо Зубац
- Јасминка Дулић
- Алојзије Стантић
- Иванка Рацков

## Штампарије
Типографске услуге за новине пружале су се прво у штампарији Светог Антонија до 1921. године, а од тада у штампарији Минерва, а од 1924. у штампарији Етелке Рајчић. Од 1930. године штампарске услуге пружа штампарија Јосипа Хорвата.